# Пак Анги Анна
Пак Анги Анна или Анна Пак (кор. 박아기 안나; 1782, Республика Корея — 24 мая 1839, Сеул) — святая Католической церкви, мученица (одна из 103 корейских мучеников).

## Биография
Родилась в 1783 году в небольшом посёлке провинции Канвондо, в христианской семье. По характеру была медлительной, испытывала сложности при изучении религии. «Если я не могу познать Бога так, как желаю, то хотя бы постараюсь любить Его всем сердцем», — говорила она. В возрасте восемнадцати лет вышла замуж за христианина. 
В 1839 году Анна Пак была арестована вместе с мужем и старшим сыном, впоследствии отказавшимися от своей веры и освобождёнными. Однако Анна оставалась непреклонной, несмотря на попытки поколебать её решимость. Муж и сын приходили к ней ежедневно и умоляли её сказать всего одно слово и покинуть тюрьму. «Что же, — отвечала она, — ради нескольких дней жизни вы подвергнете себя вечной смерти? Вместо того, чтобы подстрекать меня к отступничеству, вы должны увещевать меня оставаться стойкой. Вернитесь, вернитесь скорее к Богу и позавидуйте моему счастью».
Проведя в тюрьме три месяца, Анна Пак была обезглавлена 24 мая 1839 года (в возрасте 57 лет) вместе с Августином Ли, Агатой Ким и несколькими другими католиками.

## Прославление
Анна Пак была беатифицирована 5 июля 1925 года папой Пием XI и канонизирована 6 мая 1984 года папой Иоанном Павлом II.
Дни памяти в Католической церкви — 24 мая (день смерти) и 20 сентября (общий день памяти 103 корейских мучеников). 